# World Championship Tennis Finals 1989
World Championship Tennis Finals 1989 byl devatenáctý a současně závěrečný ročník tenisového turnaje WCT Finals, pořádaný jako první ze tří událostí World Championship Tennis hraných v rámci okruhu Grand Prix. Probíhal mezi 28. únorem až 6. březnem na koberci dallaské haly Reunion Arena.
Na turnaj s rozpočtem 500 000 dolarů se kvalifikovalo osm tenistů. Obhájce trofeje Němec Boris Becker nestartoval. Rekordní pátý titul z dallaské události vybojoval nejvýše nasazený Američan John McEnroe po finálovém vítězství nad krajanem Bradem Gilbertem ve třech setech. Rekordním zápisem se stala i osmá finálová účast McEnroea. Šampion si tak připsal třetí titul probíhající sezóny a celkově sto třicátý sedmý v kariéře.

## Finále

### Mužská dvouhra
- John McEnroe vs.  Brad Gilbert 6–3, 6–3, 7–6